# 독일노동전선
독일노동전선(독일어: Deutsche Arbeitsfront, DAF 도이체 아르바이츠프론트, 데아에프[*])은 아돌프 히틀러가 독일의 정권을 잡은 뒤 그전까지 존재했던 여러 노동조합들을 모조리 통폐합해 만든 어용노조이다. 그 수장은 로베르트 라이였다.

## 같이 보기
- 계급협조론
- 협동조합주의
- 국민생디칼리슴